# Wojciech Piątek (piłkarz ręczny)
Wojciech Piątek (ur. 1968) – polski piłkarz ręczny, występujący na pozycji obrotowego.

## Życiorys
Występował w Pogoni Zabrze. W latach 1989–1990 zdobył wraz z klubem mistrzostwo Polski. W późniejszych latach pełnił funkcję kapitana Pogoni. W 1999 roku przeszedł do Viretu Zawiercie. W 2001 roku powrócił do zabrzańskiego klubu, wówczas występującego pod nazwą MOSiR. Z klubem awansował w 2002 roku do ekstraklasy. W 2003 roku zakończył karierę.